# Diario di un sopravvissuto agli zombie
Diario di un sopravvissuto agli zombie (Day By Day Armageddon) è un romanzo di J. L. Bourne pubblicato nel 2007 da Permuted Press e nel 2009 da Simon&Schuster. Il romanzo nasce dal blog dove lo stesso J.L. Bourne scrive i suoi appunti su scenari di guerra apocalittici dove i non-morti sono il nemico da combattere.

## Trama
La storia si apre il 1º gennaio con un proposito del protagonista: tenere un diario.
Il proprietario del diario è un ufficiale della Marina Militare Americana che ben presto racconterà nelle pagine del suo diario la piaga infernale che lo porterà a vivere un'apocalisse zombie.
Il tutto parte con un'influenza in Cina ma in brevissimo tempo sfonderà le misure di contenimento in America. La malattia trasforma la persona in un morto vivente e si trasmette con il morso di una persona infetta. Ma anche semplicemente morendo di cause naturali ci si risveglia....zombie.
Il nostro protagonista decide di fare delle scorte di cibo e acqua e di proteggere il perimetro della sua abitazione prima che la cittadina venga assediata dai non-morti.
Dopo diversi giorni passati in solitudine scopre che un suo vicino di casa è sopravvissuto; si tratta di John un ingegnere. I due cercano insieme di sopravvivere a quest'apocalisse.
Nel loro viaggio incontrano e salvano William e la sua famiglia, la moglie Janet e la figlia Laura.
Il nostro protagonista in cerca di rifornimenti porta in salvo un'altra superstite, la giovane Tara, rimasta intrappolata in un'auto per diversi giorni.
Scappando dagli zombie arrivano all'Hotel 23, un'installazione militare utilizzata per il lancio di missili; qui c'è ancora la corrente, l'acqua e tante armi ma dovranno combattere con altri superstiti ribelli attratti dall'hotel 23.